# Nolan Leary
Pour les articles homonymes, voir Leary.
Nolan Leary est un acteur américain, né le 26 avril 1889 à Rock Island (Illinois), et mort le 12 décembre 1987 à Los Angeles.

## Filmographie sélective

### Cinéma
- 1945 : L'Horloge (The Clock) de Vincente Minnelli
- 1945 : Escale à Hollywood (Anchors Aweigh) de George Sidney
- 1945 : La Foire aux illusions (State Fair) de Walter Lang
- 1946 : Les Tueurs (The Killers) de Robert Siodmak
- 1947 : La Vie secrète de Walter Mitty (The Secret Life of Walter Mitty) de Norman Z. McLeod
- 1947 : Le Secret derrière la porte (Secret Beyond the Door) de Fritz Lang
- 1948 : Parade de printemps (Easter Parade) de Charles Walters
- 1949 : L'enfer est à lui (White Heat) de Raoul Walsh
- 1949 : Les Fous du roi (All the King's Men) de Robert Rossen
- 1950 : Annie, la reine du cirque (Annie Get Your Gun) de George Sidney
- 1952 : L'Ange des maudits (Rancho Notorious) de Fritz Lang
- 1952 : Bas les masques (Deadline U.S.A.) de Richard Brooks
- 1952 : Le train sifflera trois fois (High Noon) de Fred Zinnemann
- 1952 : La Captive aux yeux clairs (The Big Sky) de Howard Hawks
- 1960 : Pollyanna d'Eleanor H. Porter
- 1961 : Un pyjama pour deux (Lover Come Back) de Delbert Mann
- 1969 : Sweet Charity de Bob Fosse
- 1969 : Hello, Dolly! de Gene Kelly

### Télévision
- 1953-1956 : Les Aventures de Superman (Adventures of Superman) (série télévisée, 2 épisodes)
- 1957-1963 : Perry Mason (série télévisée, 3 épisodes)
- 1962-1972 : Bonanza (série télévisée, 2 épisodes)
- 1963 : Suspicion (série télévisée, 1 épisode)
- 1963-1966 : Le Fugitif (The Fugitive) (série télévisée, 2 épisodes)
- 1965 : Les Monstres (The Munsters) (série télévisée, 1 épisode)
- 1967 : Les Arpents verts (Green Acres) (série télévisée, 1 épisode)
- 1970 : Mannix (série télévisée, 1 épisode)
- 1972-1977 : Les Rues de San Francisco (The Streets of San Francisco) (série télévisée, 3 épisodes)
- 1974 : The Mary Tyler Moore Show (série télévisée, 1 épisode)
- 1979 : La Famille des collines (The Waltons) (série télévisée, 1 épisode)
- 1979 : Pour l'amour du risque (Hart to Hart) (série télévisée, 1 épisode)